# مجمع مطاحن بار (بنسلفانيا)
مجمع مطحنة بار (بالإنجليزية: Bahr Mill Complex) هو موقع تاريخي يضم مجموعة من المباني الزراعية والصناعية في بلدة كولبروكدايل، مقاطعة بيركس بولاية بنسلفانيا، الولايات المتحدة. يُعد المجمع مثالًا محفوظًا بشكل جيد على مجمع مطحنة عائلي صغير كان نشطًا بين منتصف القرن التاسع عشر وأوائل القرن العشرين.

## المكونات
يتكون المجمع من عدة مبانٍ تاريخية، أبرزها:
- مطحنة حجرية: بُنيت حوالي عام 1897، وكانت تُستخدم لطحن الحبوب.
- منجرة ومصبغة (saw mill and cider mill): تعود إلى النصف الثاني من القرن التاسع عشر.
- بيت المزرعة: منزل حجري بني في ثلاث مراحل بين عامي 1820 و1850.
- حظيرة من طابقين.
- بيت دخان (للتدخين وحفظ اللحوم).
- مبانٍ إضافية تشمل كراج، إسطبل، خزان مياه، وبئر.

## التاريخ
ظل الموقع في ملكية عائلة "بار" لأكثر من 175 عامًا، وتم تشغيله كمرفق زراعي وصناعي متكامل يخدم المجتمع المحلي. عمل أفراد العائلة في تشغيل المرافق وتوفير منتجات غذائية وخشبية لعدة أجيال، مما يعكس نمط حياة الريف الصناعي في ولاية بنسلفانيا خلال تلك الفترة.

## التسجيل التاريخي
أُدرج مجمع مطحنة بار في السجل الوطني للأماكن التاريخية في الولايات المتحدة بتاريخ 13 نوفمبر 1990، نظرًا لأهميته المعمارية والصناعية والاجتماعية كمثال على الاقتصاد المحلي متعدد الوظائف في القرن التاسع عشر.

## الموقع
يقع المجمع شمال تقاطع طريق لافير (Laver Road) مع طريق فريمانفيل (Freemansville Road)، ضمن بلدة كولبروكدايل.